# Большая Яровня
Большая Яровня — деревня в юго-восточной части Порховского района Псковской области. Входит в состав сельского поселения «Логовинская волость».
Расположена в 17 км к юго-востоку от города Порхов и в 1 км к северо-востоку от волостного центра, деревни Логовино.
Численность населения по состоянию на 2000 год составляла 32 жителя.